# Наомі Мунаката
Наомі Мунаката (яп. 宗像 直美, Munakata Naomi, 31 May 1955 — 26 March 2020) — бразильська хорова диригентка японського походження.
Народилась у Хіросімі, проте з дворічного віку жила в Сан Паулу, Бразилія. Там же здобула музичну освіту. Працювала диригенткою хору при Симфонічному оркестрі штату Сан Паулу у 1995—2013 роках та головною хормейстеркою Муніципального театру Сан Паулу, викладала у музичній школі. Померла 2020 року через коронавірус під час епідемії.